# Jelenče
Jelenče este o localitate din comuna Pesnica, Slovenia, cu o populație de 174 de locuitori.